# Silvana Lattmann

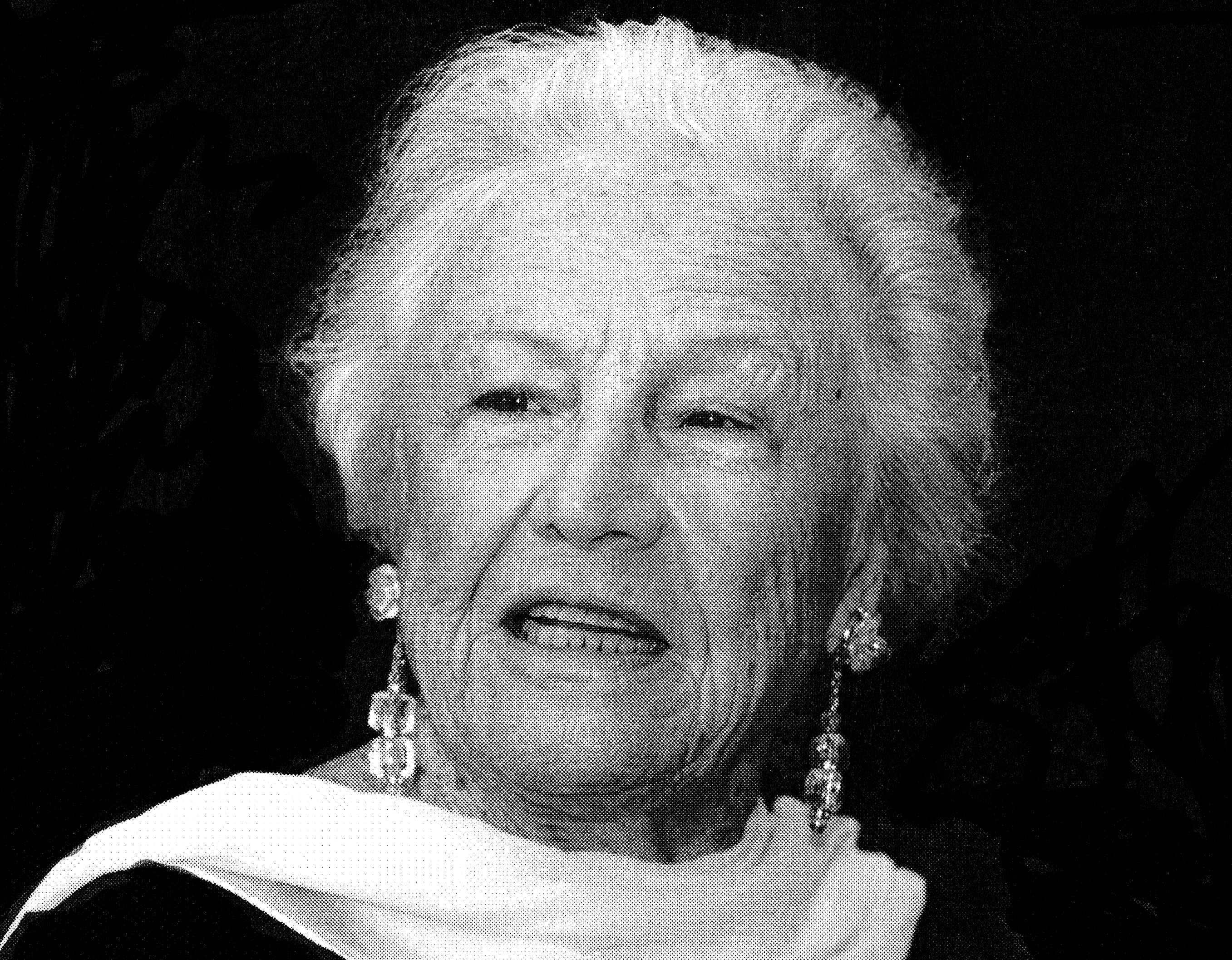
Silvana Lattmann (2016)

Silvana Lattmann (* 8. November 1918 in Neapel als Silvana Abruzzese; † 19. Juli 2023 in Rüschlikon) war eine italienischsprachige Schweizer Schriftstellerin.

## Leben
Silvana Abruzzese Lattmann wurde 1918 als Tochter des neapolitanischen Rechtsanwaltes Alfonso Abruzzese und der Alba Scanferla in Neapel geboren. Nach dem frühen Tod des Vaters lebte die Familie in Sanremo, Rom, Mailand und Genua. Silvana Abruzzese absolvierte in Rom und Genua ein Biologie-Studium, das sie 1942 mit einem Doktorat abschloss. Im gleichen Jahr heiratete sie den Schiffsingenieur und Marineleutnant Michele Sgarlata, welcher 1942 im Krieg fiel und dessen Sohn Massimo sie 1943 gebar.
Nach Kriegsende arbeitete Silvana Abruzzese als Assistentin und Forscherin am Zoologischen Institut der Universität Mailand und an der Meeresbiologischen Station in Neapel. 1954 heiratete sie Charles Lattmann und liess sich in St. Gallen (Schweiz) nieder. Ab den 1970er Jahren war sie als Schriftstellerin tätig. Sie schrieb in ihrer italienischen Muttersprache. Silvana Lattmann lebte von 1993 bis 2018 in Zürich. Darauf wohnte sie in einer Altersresidenz in Rüschlikon, wo sie im Juli 2023 im Alter von 104 Jahren starb.
2022 wurde sie in Hildegard Elisabeth Kellers Dokumentarfilm Brunngasse 8 porträtiert. Der Film handelt von dem Haus in der Zürcher Altstadt, in dem Lattmann viele Jahre lang gelebt hatte.

## Auszeichnungen
- 1984: Einzelwerkpreis der Schweizerischen Schillerstiftung, für Fessura.[4]
- 1997: Einzelwerkpreis der Schweizerischen Schillerstiftung, für Malâkut.[4]

## Werke
- Fünfzehn Gedichte. In: Almanacco dello specchio. Mondadori, Mailand 1978.
- Le storie di Ariano. Nuove edizioni Vallecchi, Florenz 1980.
- Fessura. Edizioni Casagrande, Bellinzona 1983.
- Assolo per tromba in fa maggiore. Edizioni Casagrande, Bellinzona 1985
- Il Viaggio. Edizioni Casagrande, Bellinzona 1987.
- Quarta serata. Poesie–Bloc Notes 17. 1988
- Su Rosa rosse rosa di Alida Airaghi. Bloc Notes, 1988.
- La vecchia signora e il Brünig-Bahn Landi. Verkehrshaus, Luzern 1989.
- La favola del poeta, della principessa, della parola e del gerundio. Edizioni Casagrande, Bellinzona 1989.
- Malâkut. Edizioni Vanni Scheiwiller, Mailand 1996.
- Signa. Edizioni Florence Packaging, 1997.
- Deianira. Edizioni Casagrande, Bellinzona 1998.
- Tale un teatro per me. (Mit Kunstdruck von Samuele Gabai.) Edizioni Pulcinoelefante, Osnago 1998.
- Incontri. (Mit Grafiken von Alina Kalczynska und englischer Übersetzung von Sarah Thorne). Edizioni Vanni Scheiwiller, Mailand 1998.
- Da solstizio a equinozio. Interlinea Edizioni, Novara 2001.
- Fuoco e memoria. Bertoncello 2002.
- Graugraugrau. Edizioni Pulcinoelefante, Osnago 2006.
- Le storie di Ariano. Edizioni Josef Weiss, Mendrisio 2008.
- Incustodite distanze. Edizioni Interlinea, Novara 2008.
- Brunngasse 8. Edizioni Interlinea, Novara 2010. Deutsche Übersetzung (PDF; 158 KB) von Markus Hediger.
- Quando il sud s’incontra armoniosamete con il nord. Leggerti N. 20.
- La quadratura del cerchio. Edizioni Ulivo, Balerna 2014.
- Vita e viaggi di J.L. Burckhardt. Un incontro con l'Islam dell'Ottocento. Con illustrazioni d'epoca. Edizioni Interlinea, Novara, 2016.
- Nata il 1918, Edizioni Casagrande, Bellinzona 2018.
- I colori della guerra, Interlinea edizioni 2019.